# Happy Xmas (War Is Over)
（译名《圣诞祝福（战争已结束）》）是约翰·列侬与小野洋子于1971年所推出的单曲，由塑胶小野乐队及哈林社区合唱团演唱。 此曲在美国并未上榜但是却在英国单曲榜上夺得了第四名的好成绩（由于发行推迟，此曲与1972年才开始发行）。此曲也往往作为一首越南战争的抗议歌曲，而由于这首歌同样也是首圣诞歌曲，它往往能在其他一些圣诞音乐专辑中出现。

## 背景
此曲歌词是基于列侬与洋子在1969年所张贴的反战广告，列侬及洋子在世界上十一个主要城市里都张贴上了“战争结束了！（如果你想要的话）来自约翰和小野的圣诞祝福”巨幅海报。1971年，越南战争不得人心的观点在美国人的心中已经是根深蒂固了。歌中“战争结束了，如果你想要的话，战争结束了”的歌词便是直接从海报上引用而来的。歌中的旋律及和弦参考了民谣“Stewball”。

## 灌制
通过菲尔·斯佩克帮助，此曲于1971年10月在纽约的“Record Plant”工作室中录制。歌曲背景里加入了哈林社区合唱团孩子们的和声伴唱。
歌曲开始，首先是洋子低声耳语道“圣诞快乐，恭子（Kyoko）”，接着是列侬耳语道“圣诞快乐，朱利安（Julian）”（恭子與朱利安分別是洋子和前夫、以及列侬和前妻的孩子）。不过这句话往往被误认为是“圣诞快乐，洋子”和“圣诞快乐，列侬”，并且在1982年推出的“约翰·列侬精选集”中歌词本也犯了这个错误。

### 演唱及演奏
- 演唱：约翰·列侬，小野洋子，哈林社区合唱团
- 吉他及贝斯：休·麦克拉肯，克里斯·奥斯本，泰迪·伊文，斯图尔·特沙尔夫
- 键盘，风铃及铁琴：尼基·霍普金斯，小野洋子
- 鼓及雪橇铃：吉姆·凯尔特纳

不过负责吉他及贝斯的四人中，到底是谁演奏的贝斯部分已经不得而知了，克劳斯·沃尔曼原本将要在此曲中演奏贝斯的部分，但是由于航班延误，他便无法参与此曲的演奏。

## 发行
这张单曲由苹果唱片与1971年12月在美国发行，但由于发现时间太靠近圣诞节所以并没有获得商业上的成功。由于这次发行失败，苹果唱片推迟了该单曲于英国及全世界范围内的发行，该单曲直到次年11月才于全球发行。该单曲在1972年12月登上了英国单曲榜的第四名，该曲也于1980年12月20日登上英国单曲榜第二名，不过这是因为约翰·列侬在1980年12月8日在美国遭枪击身亡影响所至。
该曲首次被收录在列侬于1975年发行的专辑，《Shaved Fish》中。而后此曲也经常收录于列侬的多张精选以及一些圣诞专辑中。

## 翻唱
该曲曾多次被其他歌手翻唱，包括席琳·迪翁，衝突樂團及魔力红等人皆翻唱过这首歌。

## 相似歌曲
1967年，美国歌手菲尔·奥克斯创作了一首名为《战争结束了》的反越战歌曲。不过列侬和洋子是否知道这首歌或者是否影响了他们的创作，那便不得而知了。